# Full Metal Panic? Fumoffu
Full Metal Panic? Fumoffu (フルメタル ふも っ ふ Furumetaru Panikku? Fumoffu?) es una serie de anime que entrelaza Full Metal Panic! y Full Metal Panic! The Second Raid; la animación es por parte de Kyoto Animation, y tiene lugar entre la primera y segunda temporada.
Marcadamente se diferencia el estilo de la primera serie, Fumoffu hace hincapié en los aspectos de la secuela y se centra en la alta comedia romántica a diferencia de Full Metal Panic!. La historia se centra en la tensión romántica entre Sousuke Sagara y Chidori Kaname. No se presentan los mecanismos de combate y tampoco la intriga política que caracterizó gran parte de la primera y segunda temporada. La única referencia al aspecto del género mecha que se muestra en Full Metal Panic? Fumoffu es el Bonta-kun, que es una de las parodias más destacadas en este anime. La escuela secundaria ficticia Jindai (陣代), a la cual asisten Kaname y Sousuke está basada en la escuela secundaria Jindai (神代) de la vida real en Chōfu, Tokio.
Full Metal Panic? Fumoffu fue dirigido por Yasuhiro Takemoto y producido por Kyoto Animation que sustituyó a Gonzo como el productor de la serie, y se convirtió en la primera serie animada de este estudio. La emisión original en Japón fue desde el 25 de agosto al 18 de noviembre de 2003. Se crearon 12 episodios de media hora pero solo 11 fueron transmitidos en la televisión japonesa. El episodio que falta no se emitió debido a que su argumento trata sobre un secuestro y este a la vez era muy similar a una serie de secuestros que ocurrieron en la vida real en Japón poco antes de la emisión planeada. Sin embargo, las historias que faltan se ofrecen en todas las versiones DVD y Blu-ray. El doblaje y distribución para Latinoamérica fue producido por Cloverway y el anime se estrenó en la región el 16 de octubre de 2005 por el canal Animax. En Estados Unidos la versión en inglés fue producida por ADV Films y la serie hizo su debut por televisión el 15 de noviembre de 2010 en Funimation Channel después del relanzamiento de los sets en DVD y Blu-ray.
En la Anime USA 2009, Funimation Entertainment anunció que adquirió los derechos de la primera y segunda serie. Los sets de DVD y Blu-ray fueron relanzados el 5 de octubre de 2010.

## Argumento
En Fumoffu veremos de nuevo las andanzas de Sōsuke y Chidori pero con un tono cómico más marcado. La historia se desarrolla sin los AS ya que toda la trama se encuentra fuera de los campos de batalla de Mithril, en su lugar la historia se desarrolla en la escuela y lugares aledaños, además de que observaremos a Sōsuke utilizando el disfraz del muñeco Bonta-kun que es el apelativo común en Japón para los osos de peluche, (del parque de diversiones "El mundo de Fumoffu!") con el que realizará varias aventuras y se metera en todo tipo de problemas con sus intentos fallidos para adaptarse a la vida común y corriente de Japón.
En esta ocasión Full Metal Panic? Fumoffu nos mostrará el lado cariñoso del sargento Sosuke Sagara pero sin dejar de exagerar en cada ocasión, provocando además de pérdidas económicas, grandes enredos con el personal de la escuela, incluida definitivamente Chidori que con grandes palizas mantendrá a raya a Sosuke. En esta temporada, Full Metal Panic? Fumoffu hará reír de principio a fin a todos sus seguidores pues las aventuras son tan diversas como genialmente entretenidas, pudiendo mostrar el contraste entre alguien que solo ve posibles riesgos terroristas y militares, con la gente común de Japón, además de lidiar con los confusos sentimientos de los adolescentes de la preparatoria, logrando así una temporada muy divertida y sorprendente por los casos que se vivirán allí.
Para no olvidar el triángulo amoroso que existe en la historia en general, se muestran dos capítulos muy entretenidos en los que la capitana sale de vacaciones y decide pasarlas en la casa de Sosuke lo cual pondrá muy celosa a Chidori, y que el propio Sosuke extrañara la partida de la capitana, aumentando más la duda en el desenlace amoroso de esta preciosa historia; pero el final de esta temporada será uno de los más recordados por los seguidores del Full Metal Panic ya que es una de las aventuras más graciosas y picantes de la temporada, mostrando una vez más toda la creatividad de sus creadores.
Los creadores de Full Metal Panic! pensaron en dejar el nombre de la serie como Full Metal Panic? con el signo de exclamación cambiado por el signo de interrogación. Sin embargo, pronto se dieron cuenta de que una alteración menor fue insuficiente para diferenciar correctamente entre la nueva serie y el original. Por esa razón, se decidió que la palabra ficticia "Fumoffu" sería agregada al título.
"Fumoffu" es el sonido hecho por Bonta-kun, la mascota de ficción de la serie que se asemeja en tamaño a un ser humano. Se trata de un traje de armadura personal, diseñado por Sousuke con el propósito de brindar ayuda en situaciones tácticas a pesar de que solo es capaz de moverse con la velocidad humana y se ve limitado por el espacio de este traje. Debido al mal funcionamiento del equipo del Bonta, todas las sílabas pronunciadas por el piloto se cambian a cualquiera de Fu, Mo, FFU o Ru. El funcionamiento del sistema del Bonta inmediatamente se bloquea si el piloto intenta desactivar el cambiador de voz. Por esa razón, Kaname tiene que traducir lo que Sousuke quiere decir con una radio auricular que es una causa frecuente de humor en la serie.
Otro detalle interesante es que para coincidir con el cambio estacional, en los últimos tres episodios tienen animaciones de los personajes en un ambiente de otoño, en lugar de un ajuste de verano en el resto de la serie.

## Personajes
- Sousuke Sagara

Sousuke Sagara es el protagonista de la serie. Se crio en Helmajistan, una región de Afganistán que se vio envuelta en luchas políticas. A los 8 años, se unió a un movimiento guerrillero para sobrevivir y finalmente encontró su camino en Mithril. Sousuke solo conoce la vida militar por lo que es inexperto en temas que no son de la Guerrilla, por este motivo tiene que pasar por situaciones difíciles para integrarse en la vida de la escuela secundaria y como sus habilidades sociales no son muy buenas, se ganó el apodo de Maniático Militar. Sousuke puede ser muy insensible a veces, aunque sus acciones siempre son con la mejor intención. Sus sentimientos profundos por Kaname Chidori son inevitables como se muestra en el inicio de TSR cuando golpea con el puño el ordenador portátil en el que recibió un mensaje con la orden directa de no comunicarse con ella nunca más.
- Kaname Chidori

Kaname Chidori es el personaje femenino principal de la serie. Es una estudiante como cualquier otra ya que ella no es consciente de su "don". Al comenzar la serie, no verá con buenos ojos el constante seguimiento que hace sobre ella el Sargento Sōsuke, tratándolo incluso de pervertido pero a medida que avanza la serie, descubrirá parte de la verdad y comprenderá mejor la actitud de Sōsuke a quien pronto comienza a ver con "buenos" ojos. Aunque le desagrada la actitud de guerrillero de Sousuke, desde el primer momento se siente atraída por él y comienza a quererlo.
Kaname es un poco hiperactiva, es guapa e inteligente, sabe cocinar y es muy buena en los deportes (cosa que se nota con los tremendos golpes que le da a Sōsuke) pero de carácter muy agresivo, de hecho en el instituto la describen como: "La tía más buena, que nunca querrías tener como novia". Es una Whispered; contiene información de alta y avanzada tecnología llamada "Tecnología Negra" implantada en su cerebro a nivel genético; es un conocimiento innato que no logra controlar, afecta su vida diaria y se manifiesta durante el sueño o cuando uruz-7 se encuentra en peligro, indicándole los puntos fuertes de su arm y los débiles del enemigo. Debido a su conocimiento en tecnología avanzada es perseguida por fuerzas internacionales bélicas para su propio propósito. Para no variar, como en casi todas las historias de manga y anime, la chica vive sola, su padre es comisionado de Naciones Unidas, su madre murió y su hermana pequeña vive en Nueva York.
- Teletha Tessa Testarossa

Tessa es Comandante en jefe del grupo del Pacífico Oeste de Mithril y capitán de un submarino de última generación llamado Tuatha Dé Danann, un nombre obtenido de la mitología celta (muy parecido al SeaQuest). De hecho ella fue la diseñadora de dicho submarino al que considera su hogar ya que Teresa es, al igual que Chidori, una "Whispered" pero es especialista en tecnología submarina. Teresa es una chica mentalmente brillante pero corporalmente débil. Se encuentra enamorada de Sousuke y se lo confiesa a Kaname, haciendo notar que no dejará la pelea tan fácil. Siente bastantes celos de los sentimientos que demuestra Sousuke por Kaname, sin embargo al ver la importancia de estos, ella deja que cumpla su misión ya que Tessa es una chica de gran corazón y también tiene buenos sentimientos hacia Kaname. Se podría decir que viene de familia italiana debido a su apellido: Testarossa. Es estadounidense... su padre era comandante de submarinos de Estados Unidos.
- Kurz Weber

Al igual que Sōsuke, es sargento de Mithril y miembro del SRT. Es probablemente el mejor amigo de Sōsuke. Es un francotirador experto además de piloto de Arm Slave. Pasó gran parte de su infancia en Japón (aunque no es japonés) y por eso puede hablar el idioma con facilidad, de hecho sabe más de las tradiciones del país nipón que el pobre Sōsuke. Kurz es el típico soldadito ligón, es atractivo y cuentan que antes de ser militar, era modelo pero el pobre hombre no es que tenga mucho éxito. A pesar de ser muy amigo de Sōsuke, debe enfrentarlo debido a que en una gira él y otros amigos intentan espiar a las chicas en las aguas termales y Sōsuke no se los permite, colocando toda clase de trampas.
- Melissa Mao

Es la que está al mando en el SRT, además es oficial de operaciones de Mithril. Tiene un doctorado en ingeniería mecánica por lo que es una experta en el diseño y manejo de los Arm Slave. Ella fue la que se encargó de reclutar a Kurz y Sōsuke. Nació en Nueva York y antes de entrar a formar parte de Mithril, era marine de los Estados Unidos. Es muy amiga de Teresa.

## Lanzamiento en medios para el hogar

### Video
Full Metal Panic? Fumoffu fue lanzado por primera vez en DVD en 2005. La versión inicial constaba de 4 discos y fue un poco diferente para la Región 2 (Europa y Japón) y la Región 1 (Norteamérica). Desde entonces, el DVD se ha reestructurado varias veces y se ha lanzado una serie de versiones posteriores hasta la fecha existente. Además, la serie fue lanzada en Blu-ray para Japón en 2008. Sin embargo, no cuenta con subtítulos en inglés y después de activar el audio inglés, los subtítulos en japonés se ven forzados en la pantalla. Los derechos de distribución de la serie en EE. UU. fueron comprados por Funimation a finales de 2009. El DVD y Blu-ray fue relanzado el 5 de octubre de 2010. Desafortunadamente, la resolución de vídeo es de 1440 x 1080p, debido a una Recurso del 4:3, la imagen solo mejora la resolución (como fue el caso con el lanzamiento en Japón).

### Banda sonora original
La música para la serie fue compuesta por Toshihiko Sahashi, mientras que las canciones de apertura y cierre se realizaron por Mikuni Shimokawa. La banda sonora incluye las versiones completas de ambas canciones junto con temas instrumentales y fue publicada por Pony Canyon Records en un solo CD en 2003.
| Canción | Título              | Título en español            | Cantante         |
| ------- | ------------------- | ---------------------------- | ---------------- |
| Opening | Sore ga, Ai deshou? | Debe ser amor                | Mikuni Shimokawa |
| Ending  | Kimi ni fuku kaze   | Un viento que sopla hacia ti | Mikuni Shimokawa |

### Full Metal Panic? Fumoffu OST
| #   | Título en inglés                    | Título en japonés    | Título en japonés               | Tiempo |
| #   | Título en inglés                    | Kanji                | Romaji                          | Tiempo |
| --- | ----------------------------------- | -------------------- | ------------------------------- | ------ |
| 1.  | "Isn't That Love?"                  | それが、愛でしょう   | Sore ga, Ai deshō               | 5:14   |
| 2.  | "Going to School, and Following"    | 登校と尾行と         | Tōkō to Bikō to                 | 2:17   |
| 3.  | "Explosions like the Breeze"        | 爆風はそよ風のように | Bakufū wa soyokaze no yōni      | 1:51   |
| 4.  | "Leaving Memories Behind"           | 想い出を残して       | Omoide wo nokoshite             | 2:45   |
| 5.  | "Conspiracy of the Student Council" | 生徒会の陰謀         | Seitokai no Inbō                | 2:09   |
| 6.  | "Intrusion into the Campus"         | 校内潜入             | Kōnai Sennyu                    | 1:42   |
| 7.  | "Club Shutdown at Stake"            | 廃部を賭けて         | Haibu wo Kakete                 | 1:53   |
| 8.  | "Fear Within the School"            | 校内の恐怖           | Kōnai no Kyōfu                  | 1:58   |
| 9.  | "Preparations for Battle"           | 戦闘準備             | Sentō Jumbi                     | 1:36   |
| 10. | "Enemies that Lurk in Town"         | 街角に潜む敵         | Machikado ni hisomu teki        | 1:35   |
| 11. | "Combat Operations"                 | 作戦行動             | Sakusen Kōdō                    | 1:41   |
| 12. | "Class Outside"                     | 校外学習             | Kagai Jugyo                     | 1:28   |
| 13. | "Honor and Properness"              | 仁義の花道           | Jingi no Hanamichi              | 1:32   |
| 14. | "Fumo Fumo Parade"                  | ふもふもパレード     |                                 | 0:57   |
| 15. | "Mascot Suits Attack"               | きぐるみ出撃         | Kigurumi Shutsugeki             | 2:08   |
| 16. | "Subtitle"                          | サブタイトル         |                                 | 0:12   |
| 17. | "Eye Catch"                         | アイキャッチ         |                                 | 0:13   |
| 18. | "Trap"                              | トラップ             |                                 | 1:49   |
| 19. | "Training, Training"                | 特訓、特訓           | Tokkun, Tokkun                  | 1:46   |
| 20. | "New Weapon System"                 | 新型兵器             | Shingata Heiki                  | 1:44   |
| 21. | "Town Painted Red in the Sunset"    | 黄昏に赤く染まる町内 | Tasogare ni akaku somaru chōnai | 2:13   |
| 22. | "Charge!"                           | とつにゅー           | Totsunyū                        | 1:04   |
| 23  | "Paradise GOGO"                     | PARADISE GOGO        |                                 | 1:24   |
| 24. | "Grueling Club Activities"          | 過酷な部活           | Kakoku na Bukatsu               | 1:41   |
| 25. | "The Tragic Class Leader"           | 悲劇のクラス委員     | Higeki no kurasu-iin            | 1:39   |
| 26. | "The fight is Endless"              | 果し合いは果てしなく | Hateshiai wa hateshinaku        | 3:11   |
| 27. | "Deadheat"                          | でっどひーと         |                                 | 1:37   |
| 28. | "Ghost Stories of the School???"    | 学校のかいだん？？？ | Gakkō no kaidan???              | 1:50   |
| 29. | "The Battlefield is the Classroom"  | 戦場は学び舎         | Senjō wa manabiya               | 1:29   |
| 30. | "Just the Two of Us..."             | ふたりで・・・       | Futari de...                    | 1:32   |
| 31. | "Awkward Thoughts"                  | 不器用な想い         | Bikiyō na omoi                  | 2:08   |
| 32. | "Even so, with Him"                 | それでも、あいつと   | Soredemo, Aitsu to              | 1:56   |
| 33. | "The Wind that Blows to You"        | 君に吹く風           | Kimi ni fuku kaze               | 4:40   |

## Recepción
Bryce Coulter de la serie Mania dio una calificación de B+. Dijo que la serie puede ser vista por quienes no están familiarizados con la serie principal ya que casi no se hicieron referencias de la primera temporada.
En The Internet Movie Database le dio una calificación de 8.5 sobre los 10 máximos que se puede obtener.